# 穆罕默德·穆拉德·巴克什

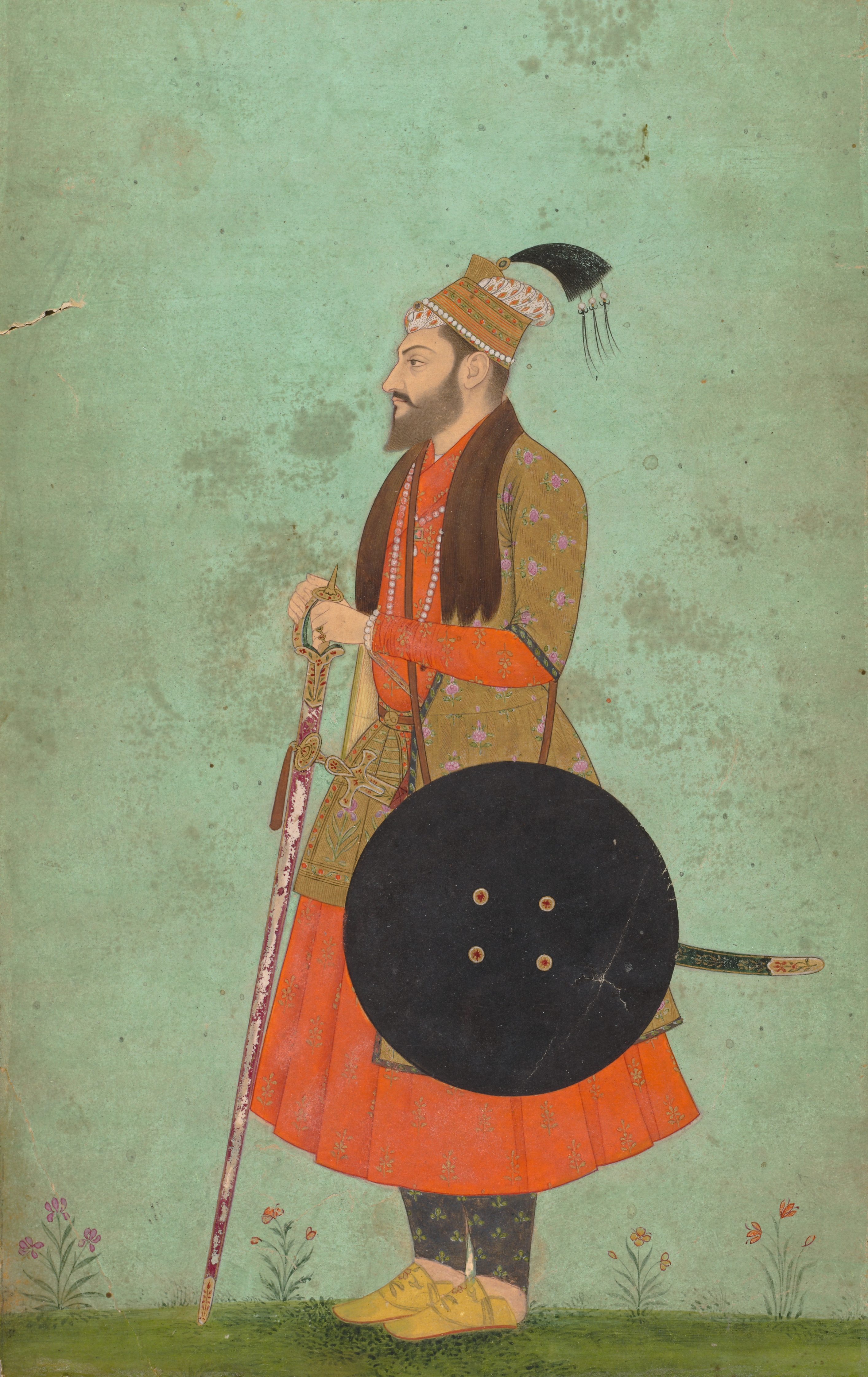
穆罕默德·穆拉德·巴克什

穆罕默德·穆拉德·巴克什（Muhammad Murad Bakhsh；1624年10月9日—1661年12月14日），莫臥兒帝國皇帝沙賈汗與姬蔓·芭奴最小的王子，他是巴爾赫總督直到1647年被奧朗則布撤換為止。

## 早年生活
他在1624年10月9日生於比哈爾，1638年他14歲時與波斯薩非王朝納瓦茲汗的女兒莎基娜·巴努·別姬結婚。
他在1642年18歲時派往木爾坦出任總督，在1646年出任巴爾赫總督，在1647年8月20日至1648年7月出任克什米爾總督，在1648年-1649年出任德干總督，在1650-54年任喀布爾總督，在1654年任古吉拉特與摩腊婆總督。

## 繼承戰爭
1657年11月30日，他在艾哈邁達巴德稱帝，報導說他的父親沙賈汗生病了。
在沙賈汗死後，他參與奧朗則布攻打沙賈汗大王子达拉·希科的戰役。
1658年7月7日，他在他的兄弟奧朗則布帳篷裡被麻醉，並偷偷送往監獄，在1659年1月被送往瓜廖爾。
他面臨審判判處死刑，而他的蘇拉特指揮官職位被一個新莫臥兒指揮官伊納亞特汗撤換。

## 死亡
在1661年12月14日，在瓜廖爾3年監禁後穆拉德·巴克什被處決，他是奧朗則布最後一位死亡的兄弟。奧朗則布成為莫臥兒帝國無人質疑的權威。